# کاماموتو
کاماموتو (انگلیسی: Kumamoto) شرکت ترابری ریلی ژاپنی است، که در سال ۱۹۰۹ تأسیس شد.